# Масаши Накајама
Масаши Накајама (јап. 中山 雅史; 23. септембар 1967) јапански је фудбалер.

## Каријера
Током каријере је играо за Џубило Ивата, Консадоле Сапоро, Azul Claro Numazu.

## Репрезентација
За репрезентацију Јапана дебитовао је 1990. године. Наступао је на два Светска првенства (1998. и 2002. године) и освојио је азијска купа (1992. године) с јапанском селекцијом. За тај тим је одиграо 53 утакмице и постигао 21 гол.

## Статистика
| Јапан  | Јапан   | Јапан  |
| Година | Наступи | Голови |
| ------ | ------- | ------ |
| 1990.  | 1       | 0      |
| 1991.  | 0       | 0      |
| 1992.  | 6       | 3      |
| 1993.  | 8       | 4      |
| 1994.  | 0       | 0      |
| 1995.  | 4       | 1      |
| 1996.  | 0       | 0      |
| 1997.  | 2       | 2      |
| 1998.  | 10      | 4      |
| 1999.  | 1       | 0      |
| 2000.  | 7       | 6      |
| 2001.  | 8       | 1      |
| 2002.  | 3       | 0      |
| 2003.  | 3       | 0      |
| Укупно | 53      | 21     |

## Трофеји

### Клуб
- Џеј лига (3): 1997., 1999., 2002.
- Лига Куп Јапана (1): 2003.
- Царски куп (1): 1998.

### Јапан
- Азијски куп (1): 1992.